# Osiedle Va (Konin)
Osiedle V a – osiedle w nowej części Konina.
Osiedle składa się z bloków i wieżowców znajdujących się na ulicach: Zakole, Sosnowej oraz bloków znajdujących się we wschodniej od torów części ulicy Okólnej.
Osiedle wchodzi w skład dzielnicy Glinka.